# Charles Radoux-Rogier
Charles Jean Edouard Firmin Paul Radoux-Rogier (Luik, 30 juli 1877 – aldaar, 30 april 1952) was een Belgisch componist en muziekpedagoog.
Hij was zoon van de componist en fagottist Jean-Théodore Radoux en Marguerite Louise De Grelle.
Hij kreeg zijn eerste muzieklessen van zijn vader, dat zette door aan het Luiks conservatorium waar vader docent en ook directeur was. Er volgden daar ook lessen van Joseph Hermann (piano) en Sylvain Dupuis (harmonieleer). Zijn cantate Geneviève de Brabant leverde hem in 1907 een eerste prijs op bij de Prix de Rome, in 1903 bleef een ander werk op de tweede plaats steken. In Luik was hij tevens de oprichter van het pianokwartet Ad Artem (hijzelf was de pianist). Voorts schreef hij artikelen voor het blad Journal de Liège.
Als componist schreef hij opera's (bijvoorbeeld Oudelette en Oedipe à Colone), vocale werken (Le sanglier des Ardennes), een Te Deum en werken voor symfonieorkest (symfonie en symfonisch drieluik La glèbe heureuse).  Alle werken behoren in de 21e eeuw tot het vergeten repertoire.
Deelgemeente Embourg van Chaudfontaine, dat aan Luik is vastgegroeid, heeft een Rue (Charles) Radoux Rogier.